# 메이저 리그 게이밍

메이저 리그 게이밍(Major League Gaming, MLG)은 2003년부터 열리고있는 북미 e스포츠 게임 대회이다. 모기업은 액티비전 블리자드이다.
초창기인 2004년부터 2009년까지는 콘솔 게임기 종목으로 운영되었으며 FPS와 대전 격투 게임 중심으로 리그를 열었으나, 2010년부터는 스타크래프트 II, 리그 오브 레전드, 철권 6 등을 새로 포함시키면서 규모가 커지게 되었다.
선수 선발은 국가 제한 없이 온오프라인 예선을 통하거나 초청으로 이루어지며, 장소는 시즌별로 미국 각지를 돌아가며 열린다. 방송은 MLG 홈페이지와 CBS, 트위치TV와의 협력 관계를 통해 이루어진다.